# Rotigonalia curvula
Rotigonalia curvula är en insektsart som beskrevs av Rodney Ramiro Cavichioli 2000. Rotigonalia curvula ingår i släktet Rotigonalia och familjen dvärgstritar. Inga underarter finns listade i Catalogue of Life.